# Lena Herzog
Elena Herzog (geboren Pisetski, Jekaterinenburg, 1970) is een Russisch-Amerikaanse beeldend kunstenaar en fotograaf.

## Biografie
Herzog verhuisde in 1987 naar Leningrad om de Filologische Faculteit van de Staatsuniversiteit van Sint-Petersburg te volgen, waar ze talen (Engels en Spaans) en literatuur studeerde. In 1990 emigreerde ze naar de Verenigde Staten en studeerde af in de filosofie aan het Mills College, met als specialisatie Geschiedenis en Wetenschapsfilosofie. Ze was ook onderzoeksadviseur aan de Stanford-universiteit. Ze begon met fotograferen in 1997 en studeerde fotografische printtechnieken bij de Italiaanse meesterdrukker Ivan Dalla Tana in Milaan en later bij de Franse meesterdrukker Marc Valesella. Ze combineert enkele van de zeer vroege fotografische doka-processen met hedendaagse en haar eigen technieken om haar gewenste effecten te bereiken.
Haar werk varieert van klassieke documentaire tot experimenteel en conceptueel, en is gepubliceerd en beoordeeld in onder andere The New Yorker, The New York Times, The Los Angeles Times, The Paris Review, Harper's Magazine, El País, El Mundo The Believer, The British Journal of Photography, en Cabinet. Haar werk is tentoongesteld in het Los Angeles County Museum of Art, Pasadena Museum of California Art, Yerba Buena Center for the Arts (San Francisco), het International Center of Photography (New York), en het British Museum.
Lena Herzog is Amerikaans staatsburger, genaturaliseerd in 1999. Sinds 1995 woont ze met haar man, de Duitse filmmaker Werner Herzog, in Californië, eerst in San Francisco en sinds 2001 in Los Angeles. Ze hebben meegewerkt aan verschillende projecten, waaronder een boek met stilstaande beelden uit de film Bad Lieutenant die in 2009 door Rizzoli werd gepubliceerd. Werner Herzog schreef de inleiding van Lena Herzog's boek Pilgrims, dat in 2002 werd uitgebracht.
Haar boek Strandbeest: the Dream Machines of Theo Jansen verscheen in 2014 en werd gepubliceerd door TASCHEN. Herzog heeft zes boeken / monografieën over fotografie geschreven.
In 2016 ging Herzogs complexe video- / audio-installatie Last Whispers: Oratorio for Vanishing Voices, Collapsing Universes and a Falling Tree, waarin ze samenwerkte met componist en regisseur Marco Capalbo en geluidsontwerper Mark Mangini, in première in het British Museum in the Living and Dying Galerij grenzend aan de Steen van Rosetta. Last Whispers, een film- en surround sound- ervaring met archiefopnames van bedreigde talen, begon in 2019 aan een wereldtournee.

### Boeken
- Strandbeest. The Dream Machines van Theo Jansen ISBN 978-3-8365-4849-6    (2014)
- Verloren zielen ISBN 978-0-9825908-0-5    (2010)
- Slechte luitenant ISBN 978-0-7893-2013-1    (2009)
- Flamenco: dansles ISBN 1-902699-44-0
- Tauromaquia: The Art of Bullfighting ISBN 1-902699-23-8
- Pelgrims ISBN 1-902699-43-2    (2002)

### Tentoonstellingen
- Panorama's, Fahey / Klein Gallery, Los Angeles (2012)
- Lost Souls, International Center of Photography (2010)
- The Circle of Bliss, Los Angeles County Museum of Art (2003)
- Reflecting Buddha, Pasadena Museum of California Art (2003)
- Ensayo (multimediashow), Yerba Buena Centrum voor uitvoerende kunsten, San Francisco (2003)
- Flamenco, Foyles Gallery, Londen (2003)
- Tauromaquia, Museum van Carruajes, Sevilla, Spanje (2002)
- Below Zero, Focus Gallery, San Francisco (2000)
- Zwart-witfoto's uit Andalusië en Shinxiang, Focus Gallery, San Francisco (1998)